# Cornu (Buchmalerei)
Cornu (Plural Cornua, aus dem lateinischen „Horn“) ist eine besondere Gestaltung der Endstellen von Großbuchstaben in der Buchmalerei, bei der diese auslaufende Hörner bilden, die kunstvoll miteinander verschlungen und verknotet sind.